# 小泉純也
小泉 純也（こいずみ じゅんや、旧姓名：鮫島 純也〈さめじま すみや〉、1904年〈明治37年〉1月24日 - 1969年〈昭和44年〉8月10日）は、日本の政治家。位階は正三位。
衆議院議員、防衛庁長官を務めた。通称、安保男（あんぽおとこ）。
衆議院副議長、逓信大臣などを歴任した小泉又次郎の女婿。首相を務めた小泉純一郎の父。根津財閥の大番頭だった鮫島宗一郎は従兄弟。横須賀市議会議長をつとめた井料克己は甥。

## 生涯

### 生い立ち
鹿児島県川辺郡東加世田村大字小湊（後の万世町、加世田市、現：南さつま市加世田小湊）小松原地区の漁業・鮫島家に生まれた。父親の鮫島彌三左衛門は事業に失敗し、地元の鰹節工場に雇われていたが、純也が11歳の時に亡くなった。母親が三男六女を育てたが、家が貧しく純也の兄弟のうち3人は夭折している。当時の加世田地区は貧しい家庭が多く、殆どの子弟が出稼ぎなどに出ていた。純也も小学校を卒業すると、鹿児島市内に働きに出た。

### 学生時代
鹿児島実業学校の夜学に通いながら、市内にある呉服店山形屋（現在は百貨店）に勤務した。
学校を出ると朝鮮銀行に職を求め、お茶汲みをした。また、職工として大阪や神奈川・鶴見の旭硝子（現：AGC）工場で働いた。
代議士であった岩切重雄の書生となり、日本大学法学部政治学科の夜学に通わせてもらい、1930年に卒業した。岩切の紹介で立憲民政党の職員となる。そして同じ鹿児島県出身の議員、床次竹二郎の指導を得るようになった。

### 結婚
小泉又次郎が幹事長をつとめる立憲民政党の事務職員だった頃、又次郎の娘である芳江と知り合った。又次郎のところに出入するうち2人は恋におちた。しかし、又次郎は大反対だった。2人は駆け落ちして東京・青山の同潤会アパートで同棲をはじめた。又次郎は『帰って来い』と、新聞の尋ね人欄に広告までだしている。小泉と芳江の結婚について、又次郎の養女だった近藤壽子は「本当に大変だったんです。なにしろ駆け落ち同然の結婚でしたからね。芳江さんはハンサム好みで、ハンサムな男性を見るとイチコロなんです。又次郎さんはもっと立派なところから婿を欲しいと思っていたんでしょう、すごく反対して怒ってました。」と述べている。
結局、又次郎のほうが折れて純也が“代議士になれたら一緒になることを許す”として認めることになった。

### 政治家として
1937年、小泉は鹿児島県から立憲民政党公認で第20回衆議院議員総選挙に立候補し、初当選（当選同期に赤城宗徳、三木武夫など）。1942年の翼賛選挙では翼賛政治体制協議会の推薦を受けて当選した。そのため戦後、公職追放となる。追放解除後は、旧民政党系のうち岸信介に近い政治家によって結成された新日本政治経済調査会に参加し、同会はその後日本再建連盟に発展したが、まもなく再建連盟を離れて改進党に入党し、1952年に義父・又次郎の後継者として神奈川県から改進党公認で衆議院議員に立候補、政界に返り咲いた。改進党では旧民政党系右派の大麻唯男、宮沢胤勇、野田武夫、浜野清吾、真鍋儀十、山本粂吉らと行動をともにし、遊説部長を務めた。
その後鳩山一郎率いる日本民主党の結成に参加し、1955年の保守合同によって自由民主党が誕生すると、旧民政党系右派の政治家が結集した大麻派に属した。自民党では党総務、副幹事長などを歴任し、大麻の死後は岸派→藤山愛一郎派（愛正会）に所属した。
1955年、第2次鳩山内閣の法務政務次官、1964年、第3次池田内閣改造内閣、および第1次佐藤内閣の防衛庁長官を歴任した。
1964年12月4日、カーチス・ルメイの勲一等旭日大綬章叙勲の閣議決定に参加した、この叙勲に関して東京大空襲や原爆投下に関与したルメイへの授与が非難されたが、小泉は「功績と戦時の事情は別個に考えるもの。防衛庁の調査によれば、当時ルメイは原爆投下の直接部隊の責任者ではなく、サミュエル・モリソンによれば原爆投下はトルーマン大統領が直接指揮したものである」と説明し、佐藤栄作首相もそれに同意している。推薦は防衛庁長官小泉純也と外務大臣椎名悦三郎によって行われた。ルメイは7日に防衛庁で小泉長官を訪問予定であったが当日は三輪事務次官が挨拶を受けている。
防衛庁長官時代の1965年、朝鮮半島に万一有事があった際、自衛隊が出動できるかどうかの可能性を防衛庁内部で極秘に探った、いわゆる三矢研究問題を暴露され、辞任に追い込まれた。1966年には台湾バナナ貿易株式会社の取締役に就任。
1969年8月10日に急死。65歳だった。墓は横浜市金沢区の宝樹院にある。
長男の純一郎は同年の衆議院選挙に出馬するが落選した（3年後の総選挙で初当選）。

## 人物

### 少年時代
岩崎大輔著『ダークサイド・オブ・小泉純一郎』183-184頁によると、加世田市で純也ともに幼少期を過ごした老人山本悌三（当時96歳）は純也の幼少期について
「純也さんの家はシケで舟を失い没落してしまうが昔は近所でも有数の網元だった。不幸は続き、確か純也さんが10歳のときにお父さんが亡くなり、16歳くらいのときにお母さんも亡くなった。その後、戦争があったりで、兄弟はバラバラになってしまったね。純也さんの身内は全員この地を離れてしまっている｣、｢うちの親戚が自転車屋をやっていて、子供の頃の純也さんがよくそこに自転車を借りに来ていた。純也さんのお母さんのトメさんが港で魚を仕入れ、少し離れた部落までてこをさげて魚の行商に行っていたんだよ。毎日サバやアジを漁師から買ってお母さんは行商に出た。小学校を終えた純也さんはお母さんを自転車で迎えに行った。お母さんの負担を少しでも減らすために自転車を借りたわけ。夕方になるとお母さんを自転車に載せ、行商の荷物を背負った純也さんの姿を見かけた。」と述べている。

### 在日朝鮮人の北朝鮮送還事業を主導
1950年代末、在日朝鮮人の帰還事業に中心的な役割を果たした。当時、自民党の国会議員でありながら「在日朝鮮人の帰国協力会」の代表委員に就任し、在日朝鮮人の北朝鮮送還のため積極的に活動したことが確認された。国際政治経済情報誌「インサイドライン」編集長歳川隆雄は小泉純也が在日朝鮮人の北朝鮮送還に積極的だった理由について「当時、純也氏の選挙区である神奈川2区に多数の在日朝鮮人が居住している川崎市が含まれていたためと推定している」とし、「冷戦の真最中だった当時、自民党議員の身分で社会党や共産党と超党派の会合を開くこと自体が異例だった」と述べた。また歳川は「純也が、1930年代に朝鮮総督府で事務官として働いたこともあった」と述べた。

## 家族・親族

### 鮫島家
- 父・彌三左衛門（事業が失敗した後、鰹節工場勤務）
- 母・トメ

### 小泉家
（神奈川県横浜市金沢区大道、横須賀市）

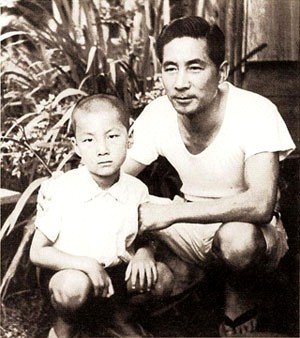
長男の純一郎と

- 妻・芳江（1907年 - 2001年、神奈川県出身、政治家の小泉又次郎・石川ハツの娘）
- 子女
  - 長女・道子（1932年 - 2016年8月）
  - 二女・隆子
    - 同人夫・豊島 格（1930年 - 、通産省官僚、元資源エネルギー庁長官）

  - 三女・信子（1938年3月 - 、政策秘書）
  - 長男・純一郎（1942年 - 、政治家・元内閣総理大臣）
    - 同人元妻・佳代子（1956年 - 、宮本輝久・志計子の娘、泰道照山の孫、実業家、宮本アソシエハイツ代表）

  - 二男・正也（1945年3月 - 、私設秘書）
    - 同人妻・美枝子（石田吉之輔の娘、石原典子の従姪）
- 孫
  - 孝太郎（1978年 - 、純一郎・佳代子の長男、俳優、タレント）
  - 進次郎（1981年 - 、純一郎・佳代子の二男、政治家）
    - 同人妻・滝川 クリステル/ 日本名：雅美（1977年 - 、フリーアナウンサー、動物愛護家）

  - 宮本 佳長（1983年 - 、純一郎・佳代子の三男、三井不動産レジデンシャル市場開発部勤務）